# Mięsień żuchwowo-gnykowy

Mięsień żuchwowo-gnykowy

Mięsień żuchwowo-gnykowy (łac. musculus mylohyoideus) – w anatomii człowieka parzysty, płaski, trójkątny mięsień szyi, należący do grupy mięśni nadgnykowych. 
Rozpięty jest między kresą żuchwowo-gnykową żuchwy a kością gnykową i szwem łącznotkankowym pomiędzy kością gnykową a spojeniem żuchwy. Oba mięśnie żuchwowo-gnykowe łączą się ze sobą w okolicy pośrodkowej, wytwarzając swoimi górnymi powierzchniami dno jamy ustnej, nazywane też przeponą jamy ustnej (łac. diaphragma oris). Powyżej znajduje się mięsień bródkowo-gnykowy, mięśnie języka i ślinianka podjęzykowa. 
Unaczyniony jest przez gałęzie tętnicy szyjnej zewnętrznej, drogą tętnic: twarzowej, szczękowej i językowej. Unerwienie jest analogiczne jak w przypadku brzuśca przedniego mięśnia dwubrzuścowego – przez nerw żuchwowo-gnykowy, gałąź nerwu trójdzielnego biegnąca drogą nerwu żuchwowego i zębodołowego dolnego.
Podnosi kość gnykową i język, napinając dno jamy ustnej, albo obniża żuchwę. Bierze udział w połykaniu.